# 滨海伯内尔维尔
滨海伯内尔维尔（法語：Benerville-sur-Mer）是法国卡尔瓦多斯省的一个市镇，属于利西厄区（Lisieux）滨海特鲁维尔县（Trouville-sur-Mer）。该市镇2009年时的人口为420人。

## 人口
滨海伯内尔维尔人口变化图示
| 数据来源：INSEE |